# Jeanne Françoise de Foix
Jeanne Françoise de Foix (... – 30 maggio 1542) è stata una nobildonna francese, viscontessa di Castillon.

## Biografia

Stemma dei conti di Foix

Era figlia di Alain de Foix, visconte di Castillon, e di  Françoise de Prez de Monpezat.
Fu pronipote di Margherita di Foix-Candale, moglie del marchese Ludovico II di Saluzzo.

## Discendenza
Nel 1540 sposò Onorato II di Savoia-Villars, dal quale ebbe una figlia, Enrichetta (1541-1611).